# Ivan Tarasov
Ivan Tarasov (Sint-Petersburg, 30 januari 2000) is een Russisch voetballer, die doorgaans speelt als rechtsbuiten. Tarasov werd in februari 2019 door Zenit Sint-Petersburg verhuurd aan HJK Helsinki.

## Clubcarrière
Tarasov doorliep de jeugdreeksen van Zenit Sint-Petersburg. Vanuit de jeugd werd Tarasov vanaf februari 2019 verhuurd aan de Finse eersteklasser HJK Helsinki. Op 8 april 2019 maakte hij zijn debuut op het hoogste Finse niveau. Hij kwam 21 minuten voor tijd Evans Mensah vervangen in de met 2–1 gewonnen wedstrijd tegen IFK Mariehamn waarbij hij de assist gaf voor het tweede doelpunt.

## Clubstatistieken
| Seizoen | Club           | Competitie    | Competitie | Competitie | Beker | Beker | Internationaal | Internationaal | Totaal | Totaal |
| Seizoen | Club           | Competitie    | Wed.       | Dlp.       | Wed.  | Dlp.  | Wed.           | Dlp.           | Wed.   | Dlp.   |
| ------- | -------------- | ------------- | ---------- | ---------- | ----- | ----- | -------------- | -------------- | ------ | ------ |
| 2019    | → HJK Helsinki | Veikkausliiga | 9          | 0          | O     | 0     | —              | —              | 9      | 0      |
| Totaal  | Totaal         | Totaal        | 9          | 0          | 0     | 0     | 0              | 0              | 9      | 0      |

Bijgewerkt op 2 juni 2019.

## Interlandcarrière
Tarasov is Russisch jeugdinternational. 